# Elduain
Elduain (spanisch Elduayen) ist eine Gemeinde (Municipio) in der Provinz Gipuzkoa im spanischen Baskenland. Sie hat 250 Einwohner (Stand: 2024). 

## Geografie
Elduain liegt etwa 60 Kilometer ostsüdöstlich von Bilbao und 18 Kilometer südlich von der Provinzhauptstadt Donostia-San Sebastián in einer Höhe von ca. 255 m.

## Bevölkerungsentwicklung
| 1900 | 1950 | 1970 | 1981 | 1991 | 2001 | 2011 | 2021 |
| ---- | ---- | ---- | ---- | ---- | ---- | ---- | ---- |
| 381  | 346  | 323  | 276  | 233  | 218  | 232  | 244  |

## Sehenswürdigkeiten

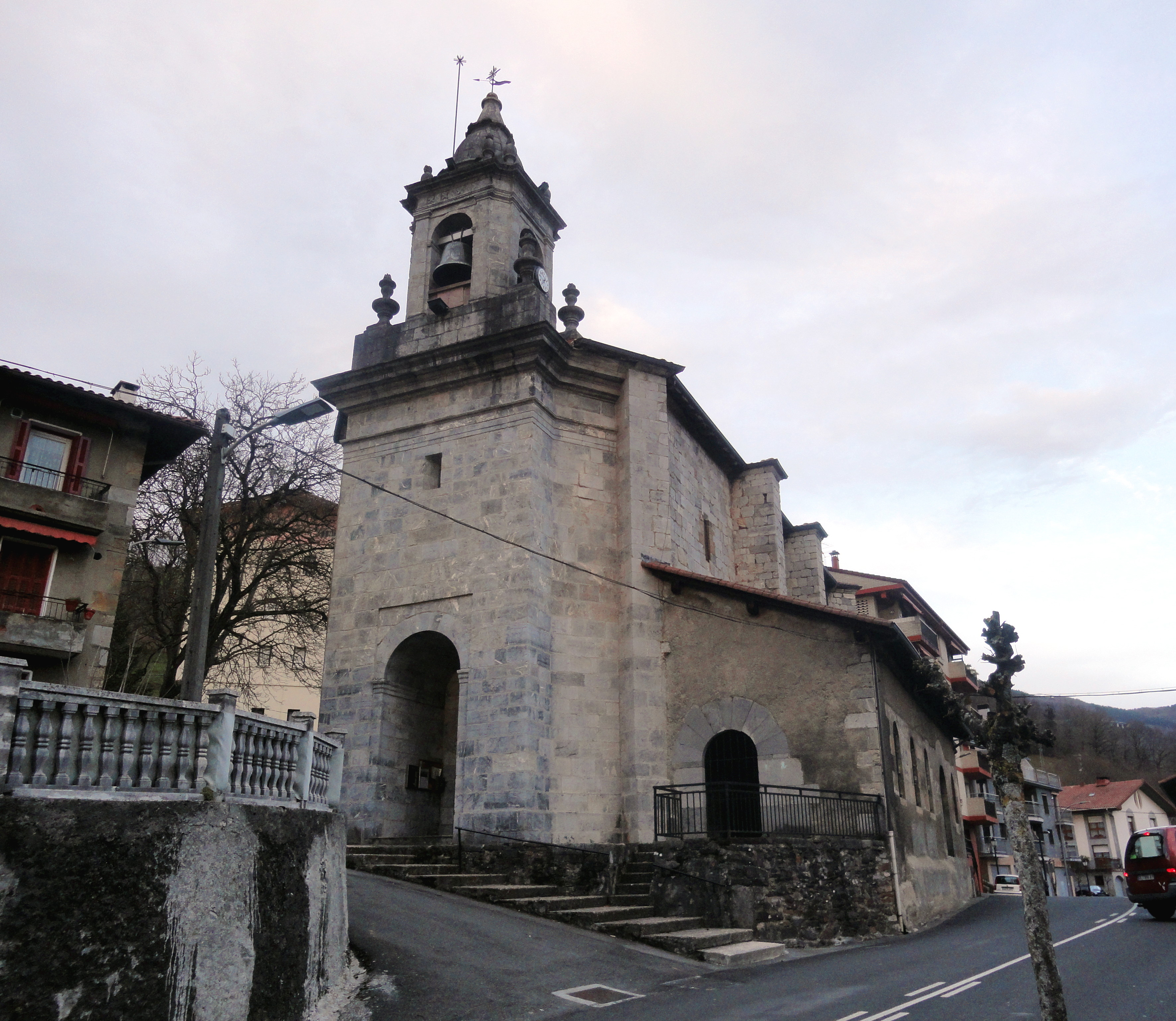
Andreaskirche
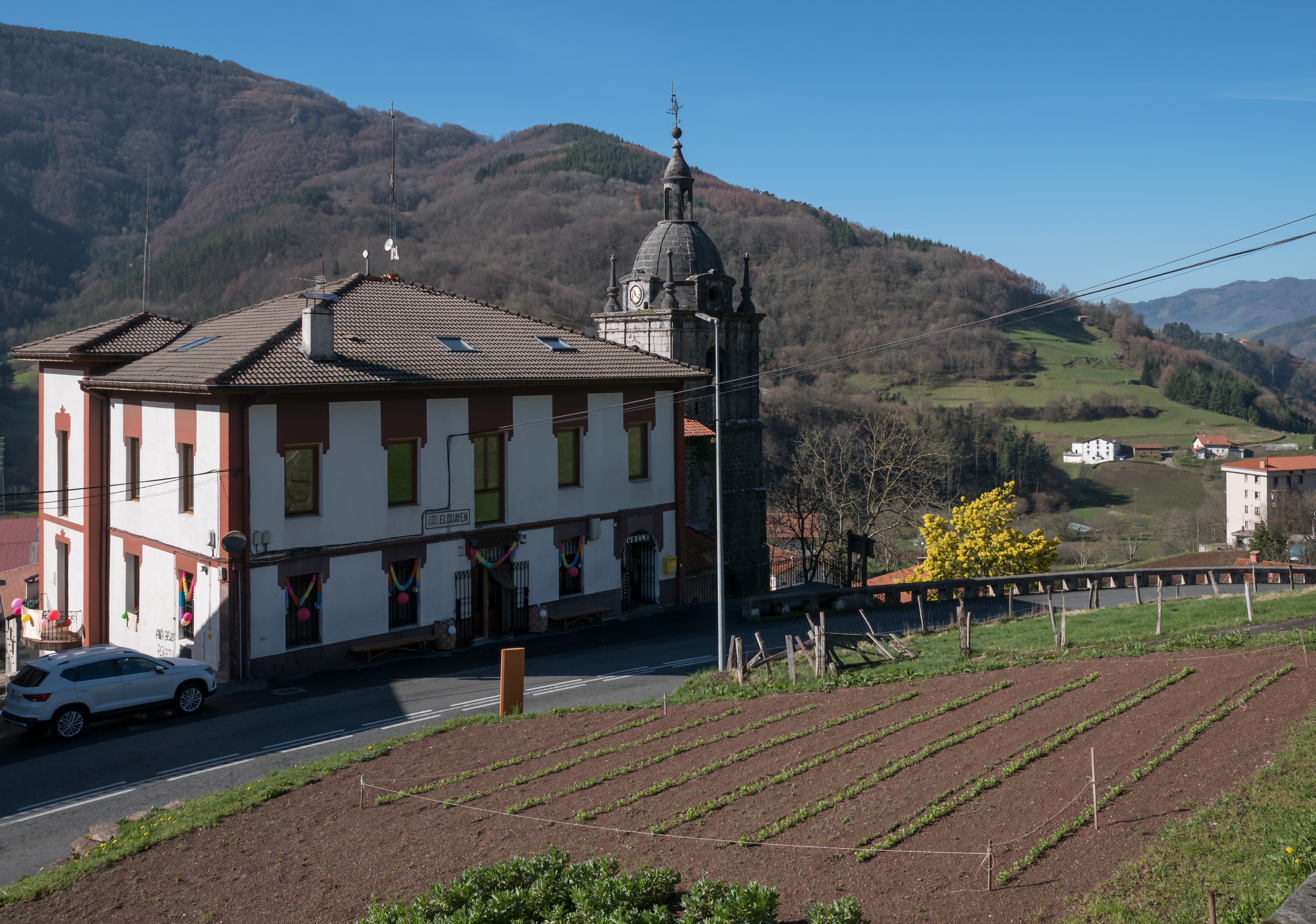
Rathaus

- Andreaskirche
- Rathaus

## Persönlichkeiten
- Manuel Santa Cruz Loidi (1842–1926), Priester, Karlist und Rebellenführer